# Eustrotia melorista
Eustrotia melorista là một loài bướm đêm trong họ Noctuidae.